# Alliku (Iisaku)
Alliku – wieś w Estonii, w prowincji Virumaa Wschodnia, w gminie Iisaku.